# V-Learning
 (décembre 2009).
- Si vous ne connaissez pas le sujet, laissez ce bandeau (vous pouvez alors contacter les auteurs).
- Si vous supprimez le contenu mis en cause (vous pouvez préalablement contacter les auteurs),

argumentez précisément cette suppression dans la page de discussion
(un manque de référence n'est pas un argument ; une recherche réelle de référence doit avoir été effectuée, être formellement documentée).
 (décembre 2009).
Si vous disposez d'ouvrages ou d'articles de référence ou si vous connaissez des sites web de qualité traitant du thème abordé ici, merci de compléter l'article en donnant les références utiles à sa vérifiabilité et en les liant à la section « Notes et références ».
L'apprentissage en Vidéo en ligne (ou V-Learning) est un outil des technologies de l'information et de la communication pour l'éducation (TICE) qui marie l'informatique, l'audiovisuel et les sciences de l'éducation et de la formation selon un concept de vidéo numérique. Il privilégie les sociétés à tradition orale à l'inverse du E-Learning qui avantage les sociétés à tradition écrite. Doué d'un réseau InterTvNet, d'un schéma d'ordre global WhoDoWhat et d'un système SecuRights, il est très économique pour un enseignement de masse (plus de places pédagogiques), une mutualisation des enseignants (meilleure qualité d'enseignement), une équité entre universités (plus d'égalité des chances) et une ouverture au monde (meilleure intégration dans la société de l'information et de la communication). Le REV algérien (Réseau d'enseignement vidéo algérien) d'ampleur nationale, composé d'un InterTvNet de 59 endpoints, en est un des exemples les plus parlants.
Ce concept fut conçu en 2002, expérimenté en 2008 et introduit en 2009 par F. Khenak à l'occasion de la seconde conférence de l'AIEA-AFRA sur les TIC, ayant eu lieu les 16 et 17 novembre 2009 à l'université de Stellenbosch au Cap en Afrique du Sud. Il fait suite au concept de Site d'Enseignement Nomade du même auteur, présenté lors de la troisième conférence internationale IEEE : MMEE'98, qui a eu lieu du 7 au 9 juillet 1998 au campus de Kowloon à Hong Kong en Chine

## InterTvNet
Le réseautage de Tv End Points (ou InterTvNet) consiste à proposer, dans le cadre d'un dispositif V-Learning, une installation d’émetteurs et de récepteurs de téléenseignement noués, permettant de répondre aux exigences de l’assurance qualité de l’enseignement/apprentissage selon un concept de vidéo numérique. D'après F. Khenak,, il s’agit de chercher à savoir comment mettre en place et en œuvre, un réseau de Tv End Points, afin d’assurer le transport du signal vidéo numérique en multipoint en multiway.

## WhoDoWhat
Le WhoDoWhat consiste à proposer, dans le cadre d'un dispositif V-Learning, un schéma d’ordre global segmenté, permettant de comprendre et de préciser le rôle de chacun dans l’organisation de cette entreprise (ou machine) d’enseignement/apprentissage selon un concept de vidéo numérique. D'après F. Khenak, , il s’agit d’inventer une nouvelle relation entre : 
1. les spécialistes de l’informatique qui cherchent à informatiser l’audiovisuel et les sciences de l’éducation et de la formation,
2. les spécialistes de l’audiovisuel qui cherchent à audiovisualiser l’informatique et les sciences de l’éducation et de la formation et
3. les spécialistes de l’éducation et de la formation qui cherchent à pédagogiser et à didactiser l’informatique et l’audiovisuel.

## SecuRights
Le système SecuRights consiste à proposer, dans le cadre du dispositif V-Learning, un moyen de sécuriser et de rendre confidentiel les contenus. D'après F. Khenak,, il s’agit de développer des algorithmes originaux non commercialisés afin d'acheminer les contenus segmentés et d'assurer leur reconstitution à l'arrivée en sécurité sur un moyen terme.